# ハッピーボーナス
ハッピーボーナスは、ソフトバンクモバイルが旧ボーダフォン時代から提供する携帯電話の月額使用料割引サービス。
ボーダフォン時代の料金プランやボーダフォンモバイルオフィスと併用できる。

## サービス内容
いわゆる「縛り」プランのひとつ（他に1年間の契約を約束する年間割引がある）で、2年間の契約を約束する代わりに、月額基本料金を15%（家族割引の副回線は基本料金が半額になる為そこから15%の割引となり実質7.5%）割引し、10カ月毎（契約一年目は13ヶ月目）に基本料金を2ヶ月間無料にする。ただし更新月以外で解約やハッピーボーナスのみの解除、契約地域の変更などを行うと解除料10000円(税抜)を払わなければならず(一時無料になったことがある（後述）・またホワイトプランへ移行するときは無料になる場合がある(詳しくは「ホワイトプラン」を参照。)、一般に二年縛りと言われている。開始当初、他社の「縛り」プランの期間は1年が主流だったため、それらより割引率が高いにもかかわらず解除料の高さや縛り期間などデメリットの方ばかり問題視されていたが、2006年1月KDDI（au）がMY割(現：誰でも割)を発表するなど、他社も追随する動きが見られる。その後の携帯機種代金の分割払い（スーパーボーナスなど）やMNPなどの携帯電話業界の情勢の変化により、2015年現在では二年縛り（機種・割引サービス共に）が主流となっている。
現在は加入・変更等の受付を終了している。（既存の利用者はプラン変更や契約変更をしない限り引き続き利用可能）
新規申込終了:2007年2月28日(水)
変更申込終了:2007年5月31日(木)

### 割引率改定
ドコモやauの相次ぐ最大割引率の拡大「11年目に最大半額」に対抗しハッピーボーナスの3年目からの割引率が15%（初年度から2年目まで）からドコモやauのように徐々に割引率が増加し、11年目には最大40%OFF（2ヶ月間無料月を含む年間平均の基本使用料の割引率が最大半額）になるプランに改定された。この割引サービス加入者は自動で改定後の割引率に移行される。

## 概要
ハッピーボーナスは2003年10月、当時のJ-PHONE（ジェイフォン株式会社）が社名・ブランドネームをVodafone（ボーダフォン株式会社）に変更するにあたって開始したサービスで、当時は割引のほかに「ライフ特典」（後に「ハッピーボーナスギフト」に改称）と呼ばれるサービスを展開、グルメぴあ加盟店の割引クーポンやTBCでのエステコース割引、HMV店頭でのポイント2倍キャンペーンなど、「割引・2ヶ月無料・ライフ特典（ハッピーボーナスギフト）」の3つが特徴だったが、2005年3月をもって「ハッピーボーナスギフト」は終了した。以降これに代わるサービスは直接的には提供されていないが、2005年11月頃からはハッピーボーナスと各種定額サービスの同時契約（いずれもすでに契約中の場合も含む）を条件に新規契約および機種変更時の端末セットの価格を割り引くキャンペーンが展開されている。
なお、店頭で販売されている「一円」携帯のほぼ全てがハッピーボーナス加入を必須としていた。
また、auやドコモでは中途加入の場合でも携帯契約期間で各種割引率が設定されるが、ソフトバンクの「ボーダフォン時代およびそれ以前の割引サービス」の場合は該当サービス加入期間での計算となり、長期契約者であっても新規契約者と同様1年目からの割引率となるので、既契約者は注意が必要である。(ただし携帯契約期間自体のリセットはない。)
旧プランにおける長期割引サービス(ロングウェイサポート/ずっと など)からハッピーボーナスへの移行についても同様にリセットがかかるが、これらから年間割引への移行に関しては加入期間が引き継がれるので一概にどちらが得かとは言えず、契約者の利用状況次第である。

## 一時的な解除料無料化
前述のように、ハッピーボーナスを解除するには、解除料を支払う必要があるが、解除料が無料になったことがあった。
ボーダフォンは2003年10月1日「ボーダフォンハッピータイム」（現 ハッピータイム）を開始させたが、2004年7月1日からハッピータイム2へ移行させた。しかし、旧ハッピータイムより損をするケースが多くなったことで、「サービスの改悪だ」と言う声がユーザーから集中した。そこでボーダフォン側は、2004年4月30日までにハッピーボーナスを契約し、ハッピータイム2への移行を理由に解約するユーザーに限り、2004年7月1日から31日までの1ヶ月間限定で解除料を無料にした。ボーダフォンはこの月、純減に転落した。